# Sanem
Sanem (luxemburguès Suessem, alemany Sassenheim) és una comuna i vila a l'est de Luxemburg, que forma part del cantó d'Esch-sur-Alzette. Comprèn les viles de Sanem, Belvaux, Ehlerange i Soleuvre. Limita amb les comunes de Differdange, Bascharage, Dippach, Reckange-sur-Mess, Mondercange i Esch-sur-Alzette.

## Població
| Nacionalitat   | Població | %      |
| -------------- | -------- | ------ |
| Luxemburguesos | 9.933    | 76,17% |
| Forasters      | 3.108    | 23,83% |
| - Portuguesos  | 977      | 7,49%  |
| - Francesos    | 471      | 3,61%  |
| - Italians     | 848      | 6,50%  |
| - Belgues      | 165      | 1,27%  |
| - Alemanys     | 109      | 0,84%  |
| - Iugoslaus    | 267      | 2,05%  |
| - Altres       | 271      | 2,08%  |

## Evolució demogràfica
| Any        | Població |
| ---------- | -------- |
| 15/02/2001 | 13.041   |
| 01/01/2002 | 13.276   |
| 01/01/2003 | 13.505   |
| 01/01/2004 | 13.674   |
| 01/01/2005 | 13.864   |